# Cố Luân Trang Tĩnh Công chúa
Cố Luân Trang Tĩnh Công chúa (Giản thể:固伦庄静公主, Phồn thể: 固伦莊静公主, 7 tháng 9 năm 1784 - 7 tháng 5 năm 1811), Công chúa nhà Thanh, là Hoàng nữ thứ tư của Gia Khánh Đế trong lịch sử Trung Quốc.

## Cuộc đời
Trang Tĩnh Công chúa sinh ngày 7 tháng 9 (âm lịch), năm Càn Long thứ 49 (1784). Bà là con gái thứ tư của Gia Khánh Đế và là em ruột của Đạo Quang Đế, mẹ bà là Hiếu Thục Duệ Hoàng hậu Hỉ Tháp Lạp thị, lúc đó vẫn là Đích phúc tấn của Gia Thân vương.
Vào năm Gia Khánh thứ 7 (1802), tứ công chúa được ban phong hào Cố Luân Trang Tĩnh Công chúa (固伦莊静公主).
Tháng 10 cùng năm, tiến hành "Sơ định lễ". Gia Khánh Đế ngự ở Bảo Hòa điện mở yến tiệc chiêu đãi các Hoàng tử, Vương công đại thần cùng đoàn người của Ngạch phò. Tháng 11 năm đó, bà chính thức hạ giá lấy Mã Ni Ba Đạt Lạt (玛尼巴达喇) của Bát Nhĩ Tế Cát đặc bộ.
Vào khoảng tháng 4 năm Gia Khánh thứ 13, Trang Tĩnh Công chúa trở về Bắc Kinh, không biết ở lại bao lâu
Năm Gia Khánh thứ 16 (1811), ngày 7 tháng 5 (âm lịch), bà qua đời, thọ 28 tuổi, được an táng ở Vương Tá thôn Viên tẩm phụ cận Xương lăng, Thanh Tây lăng. Vào ngày 10 tháng 8 năm Gia Khánh thứ 25, ngạch phò Mã Ni Ba Đạt Lạt được cử về Bắc Kinh.

## Mộ địa
Trang Tĩnh Công chúa và chị gái là Hòa Thạc Trang Kính Công chúa đều được an táng ở Vương Tá thôn Viên tẩm (王佐村园寝). Theo quy chế triều Thanh, sau khi Công chúa xuất giá, không thể táng nhập Hoàng lăng, cũng không được an táng vào mộ phần của nhà chồng mà phải xây dựng mộ phần riêng. Ngoại thành Bắc Kinh có rất nhiều phần mộ của Công chúa, còn có địa phương gọi là "Công chúa phần".
Vì Trang Tĩnh Công chúa và Trang Kính Công chúa mất cùng năm, chỉ cách nhau 2 tháng, vì vậy liền an táng chung một nơi.
Viên tẩm của Công chúa có các tường vây, Nghi môn, Hưởng điện, vây quanh bốn phía là rừng cây rậm rạp cổ tùng, cổ bách, quốc hòe, ngân hạnh,... Bên trong địa cung đều xây dựng bởi gạch đá, cực kì kiên cố. Hai mộ phần của hai Công chúa đều là hợp táng hai vợ chồng, có vật bồi táng theo như binh khí, đao Mông Cổ, châu báu, lăng la tơ lụa các loại.